# Die Geister am Mummelsee

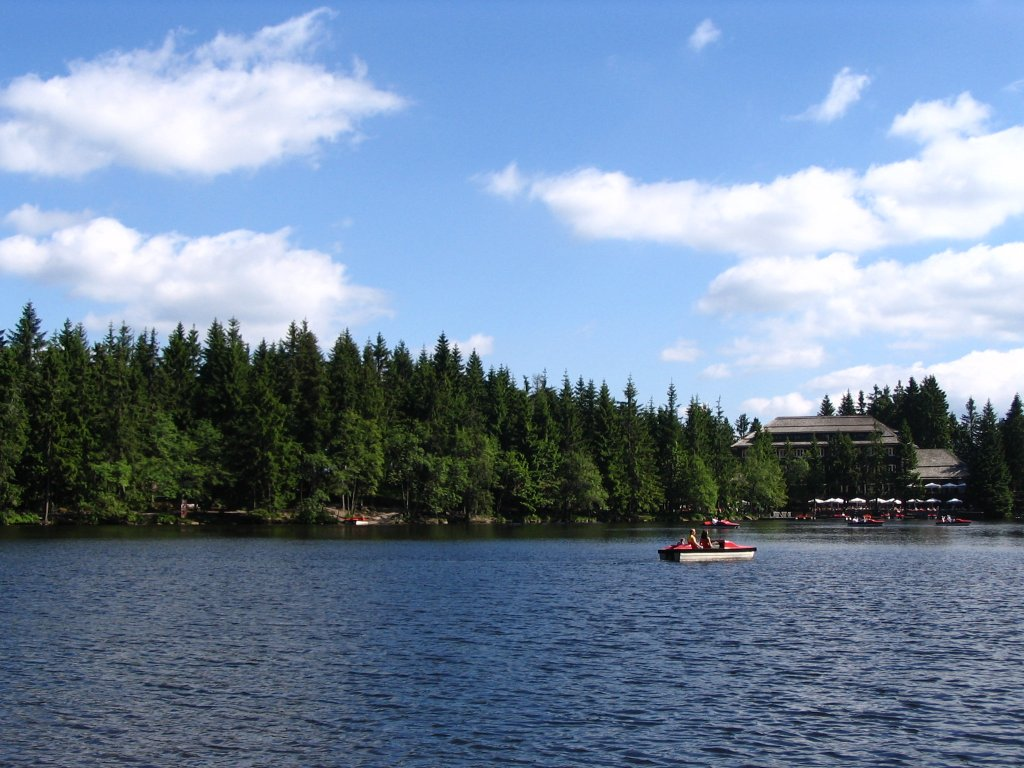
Mummelsee

Die Geister am Mummelsee ist eine Ballade von Eduard Mörike aus dem Jahr 1829, die das Beobachten der Nixen am Mummelsee zum Gegenstand hat.

## Inhalt und Deutung

Die Nixen vom Mummelsee (Wandgemälde in der Trinkhalle Baden-Baden)

Die im Schwarzwald angesiedelte Ballade stand in der ersten Fassung des Märchenspiels „Der letzte König von Orplid“. Dort war es ein Dialog zwischen zwei Feenkindern, die sich ihre Beobachtungen und Empfindungen mitteilen. Aus dem Zwiegespräch wurde ein Selbstgespräch, Fragesteller und Antwortender sind eine Person. Im Verlauf des Gedichts werden Geschehen und Beobachter immer mehr einander angenähert. So wird deutlich, dass es nicht wirklich um den Geisterzug geht, sondern um die Faszination, die er auf den Beobachter ausübt, der sich dadurch ganz in das Geschehen hineinziehen lässt. Dies ist typisch für die schwarze Seite der Romantik. Die Gefahr kommt nicht von außen, sondern der eigene Glaube an das Übersinnliche kann dazu führen, dass der Beobachter dem Dämonischen komplett verfällt. Dieses Hineinsinken in das Geisterhafte wird auch durch die Situierung des Geschehens am See deutlich. Wasser steht in der Romantik für Tiefe, Versinken, Dunkelheit und letztendlich den Tod.
Vom Berge was kommt dort um Mitternacht spät

mit Fackeln so prächtig herunter?

Ob das wohl zum Tanze, zum Feste noch geht?

Mir klingen die Lieder so munter.

O nein!

So sage, was mag es wohl sein?

Das, was du da siehest, ist Totengeleit,

und was du da hörest, sind Klagen.

Dem König, dem Zauberer, gilt es zuleid,

sie bringen ihn wieder getragen.

O weh!

So sind es die Geister vom See!

Sie schweben herunter ins Mummelseetal –

sie haben den See schon betreten –

sie rühren und netzen den Fuß nicht einmal –

sie schwirren in leisen Gebeten –

o schau

am Sarge die glänzende Frau!

Jetzt öffnet der See das grünspiegelnde Tor;

gib acht, nun tauchen die nieder!

Es schwankt eine lebende Treppe hervor,

und – drunten schon summen die Lieder

hörst du?

Sie singen ihn unten zur Ruh.

Die Wasser, wie lieblich sie brennen und glüh'n!

Sie spielen in grünendem Feuer;

es geisten die Nebel am Ufer dahin,

zum Meere verzieht sich der Weiher. –

Nur still!

Ob dort sich nichts rühren will?

Es zuckt in der Mitten – o Himmel! ach hilf!

Nun kommen sie wieder, sie kommen!

Es orgelt im Rohr, und es klirret im Schilf;

nur hurtig, die Flucht nur genommen!

Davon!

Sie wittern, sie haschen mich schon!

## Vertonung
Die Ballade wurde von dem österreichischen Komponisten Hugo Wolf (1860–1903) vertont.